# マインドハンター (テレビドラマ)
『マインドハンター』（原題: Mindhunter）は、2017年から2019年まで配信されたアメリカ合衆国のテレビドラマシリーズ。FBI行動科学課のエージェント達がシリアルキラーを研究し、事件の真相に迫るクライムドラマ。製作総指揮、監督はデヴィッド・フィンチャー、出演はジョナサン・グロフ、ホルト・マッキャラニー、アナ・トーヴほか。Netflixにより制作され、2017年10月より世界同時に配信された。シーズン2まで公開され、新シーズンは無期限保留中であると発表されていたが、2023年2月23日にデヴィッド・フィンチャーのスケジュールの都合や制作費の問題等の理由でフィンチャー氏自らが打ち切りを公言した。
番組は批評家から好意的な評価を受けており、プライムタイム・エミー賞にノミネートされた。

## 登場人物

### メインキャスト
ホールデン・フォード
演 - ジョナサン・グロフ（日本語吹替：森田成一）
FBI行動科学課のスペシャルエージェント。事件を論理的かつ直感的に読み解く能力に長けている。
ビル・テンチ
演 - ホルト・マッキャラニー（日本語吹替：相沢まさき）
FBI行動科学課のスペシャルエージェント。数年前に行動科学課を立ち上げた。
ウェンディ・カー
演 - アナ・トーヴ（日本語吹替：藤本喜久子）
以前からビルの知り合いで、FBI行動科学課に協力するボストン大学の博士。犯罪心理を研究した結果をまとめて公表することをホールデンとビルに提案する。
デビー
演 - ハナー・グロス（日本語吹替：鹿野真央）
ホールデンの恋人で、社会学を専攻する大学院生。
ロバート・シェパード
演 - コッター・スミス（日本語吹替：野島昭生）
FBIアカデミー所長。行動科学課の目付役。
ナンシー・テンチ
演 - ステイシー・ロカ（日本語吹替：近内仁子）
ビルの妻。子供に恵まれないテンチ夫妻は施設から3歳だったブライアンを養子に迎えている。
グレッグ・スミス
演 - ジョー・タトル（日本語吹替：岩田翼）
シェパードの推薦でFBI行動科学課に参加するスペシャルエージェント。
テッド・ガン
演 - マイケル・サーヴェリス（日本語吹替：土師孝也）
退職するシェパードの後任として、FBIアカデミー所長に就任。行動科学課の目付役。（シーズン2）
ケイ・マンズ
演 - ローレン・グレイジア（日本語吹替：渋谷はるか）
バーテンダー。ウェンディと恋愛関係に。（シーズン2）
ジム・バーニー
演 - アルバート・ジョーンズ（日本語吹替：俊藤光利）
アトランタのFBIエージェント。行動科学課を志望している。
ターニャ・クリフトン
演 - シエラ・マクレーン（日本語吹替：渡辺明乃）
アトランタのホテルに勤務。ホールデンに地元で起きている連続殺人の情報をもたらす。（シーズン2）
カミーユ・ベル
演 -  ジューン・カリル（日本語吹替：松岡依都美）
アトランタの連続殺人事件の被害者の母親。被害者家族の会のリーダーとなる。（シーズン2）
エドモンド・ケンパー
演 - キャメロン・ブリットン（日本語吹替：遠藤純一）
2メートル超の巨体を持つ収監中の連続殺人犯。
ADT SERVICEMAN
演 - ソニー・バリセンティ
カンザス州でADT警備システムに勤務するサービスマン。

## エピソード
| シーズン | シーズン | 話数 | 話数 | 放送期間       | 放送期間       |
| -------- | -------- | ---- | ---- | -------------- | -------------- |
|          | 1        | 10   | 10   | 2017年10月13日 | 2017年10月13日 |
|          | 2        | 9    | 9    | 2019年8月16日  | 2019年8月16日  |

＊各シーズン全話一斉配信

### シーズン1 (2017)
| 通算 話数 | シーズン 話数 | タイトル     | 監督                     | 脚本                                                     | 公開日         |
| --------- | ------------- | ------------ | ------------------------ | -------------------------------------------------------- | -------------- |
| 1         | 1             | "Episode 1"  | デヴィッド・フィンチャー | Joe Penhall                                              | 2017年10月13日 |
| 2         | 2             | "Episode 2"  | デヴィッド・フィンチャー | Joe Penhall                                              | 2017年10月13日 |
| 3         | 3             | "Episode 3"  | Asif Kapadia             | 原案: Joe Penhall 脚本: Joe Penhall and Ruby Rae Spiegel | 2017年10月13日 |
| 4         | 4             | "Episode 4"  | Asif Kapadia             | 原案: Joe Penhall 脚本: Joe Penhall and Dominic Orlando  | 2017年10月13日 |
| 5         | 5             | "Episode 5"  | トビアス・リンホルム     | Jennifer Haley                                           | 2017年10月13日 |
| 6         | 6             | "Episode 6"  | トビアス・リンホルム     | 原案: Joe Penhall 脚本: Joe Penhall and Tobias Lindholm  | 2017年10月13日 |
| 7         | 7             | "Episode 7"  | Andrew Douglas           | 原案: Joe Penhall 脚本: Joe Penhall and Jennifer Haley   | 2017年10月13日 |
| 8         | 8             | "Episode 8"  | Andrew Douglas           | 原案: Erin Levy 脚本: Erin Levy and Jennifer Haley       | 2017年10月13日 |
| 9         | 9             | "Episode 9"  | デヴィッド・フィンチャー | 原案: Carly Wray 脚本: Carly Wray and Jennifer Haley     | 2017年10月13日 |
| 10        | 10            | "Episode 10" | デヴィッド・フィンチャー | 原案: Joe Penhall 脚本: Joe Penhall and Jennifer Haley   | 2017年10月13日 |

### シーズン2 (2019)
| 通算 話数 | シーズン 話数 | タイトル    | 監督                     | 脚本                                                                                       | 公開日        |
| --------- | ------------- | ----------- | ------------------------ | ------------------------------------------------------------------------------------------ | ------------- |
| 11        | 1             | "Episode 1" | デヴィッド・フィンチャー | 原案: Doug Jung and Joshua Donen & Courtenay Miles 脚本: Courtenay Miles                   | 2019年8月16日 |
| 12        | 2             | "Episode 2" | デヴィッド・フィンチャー | 原案: Doug Jung and Joshua Donen & Courtenay Miles 脚本: Courtenay Miles                   | 2019年8月16日 |
| 13        | 3             | "Episode 3" | デヴィッド・フィンチャー | 原案: Joshua Donen & Courtenay Miles 脚本: Joshua Donen and Phillip Howze                  | 2019年8月16日 |
| 14        | 4             | "Episode 4" | アンドリュー・ドミニク   | 原案: Joshua Donen & Courtenay Miles 脚本: Jason Johnson & Colin J. Louro and Joshua Donen | 2019年8月16日 |
| 15        | 5             | "Episode 5" | アンドリュー・ドミニク   | 原案: Pamela Cederquist 脚本: Pamela Cederquist and Liz Hannah                             | 2019年8月16日 |
| 16        | 6             | "Episode 6" | カール・フランクリン     | 原案: Joshua Donen & Courtenay Miles 脚本: Courtenay Miles                                 | 2019年8月16日 |
| 17        | 7             | "Episode 7" | カール・フランクリン     | 原案: Joshua Donen & Courtenay Miles 脚本: Liz Hannah                                      | 2019年8月16日 |
| 18        | 8             | "Episode 8" | カール・フランクリン     | 原案: Joshua Donen & Courtenay Miles 脚本: Alex Metcalf                                    | 2019年8月16日 |
| 19        | 9             | "Episode 9" | カール・フランクリン     | 原案: Joshua Donen & Courtenay Miles 脚本: Shaun Grant                                     | 2019年8月16日 |